# Joseph Cassien-Bernard
Pour les articles homonymes, voir Cassien et Bernard.
Joseph Marie Cassien Bernard ou Marie-Joseph-Cassien Bernard, dit Cassien-Bernard, né le 14 octobre 1848 à La Mure et mort en 1926, est un architecte français.

## Biographie
Élève de Charles Garnier, Cassien-Bernard étudie à l'École des beaux-arts de Lyon puis à celle de Paris où il obtient une médaille de première classe et le second prix de Rome.
Il est membre de la Société des artistes français.

## Œuvres

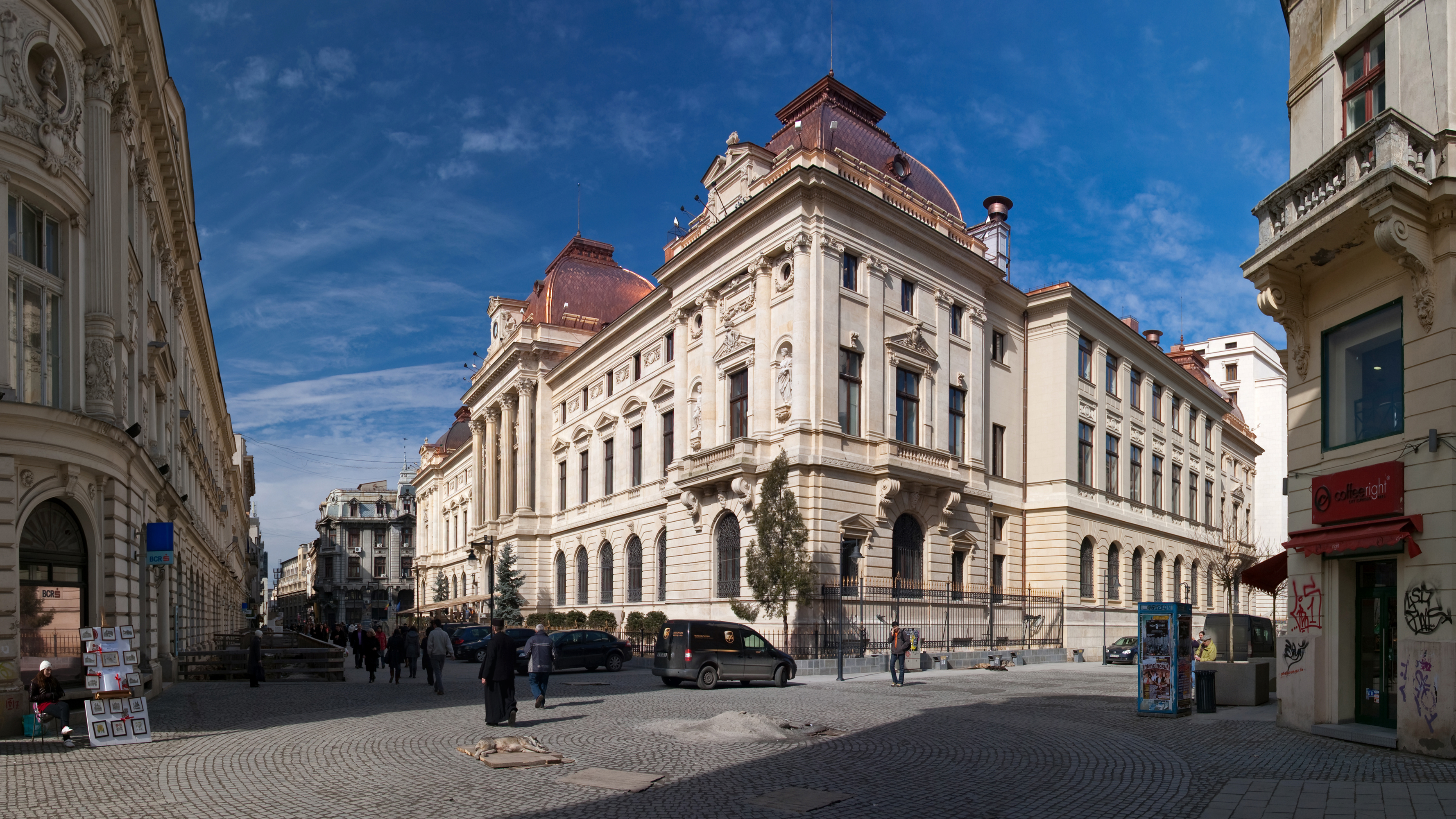
Banque nationale de Roumanie à Bucarest.

- 1882 : plans de la Banque nationale de Roumanie à Bucarest, avec Albert Galleron.
- 1883-1888 : Opéra Comédie de Montpellier.
- 1885 : école des ponts-et-chaussées de Bucarest.
- 1886 : avec Francis Nachon, projet de tour métallique classé 3e dans le cadre d’un « concours en vue de l'Exposition universelle de 1889 » à Paris. L’édifice proposé est très proche du projet de son concurrent Gustave Eiffel, à la différence qu’il enjambe la Seine (à la manière du colosse de Rhodes).
- 1888 : projet de « Monument à Victor Hugo »[4].
- 1896-1900 : pont Alexandre-III à Paris, avec l'architecte Gaston Cousin (maître d'œuvre, l'ingénieur Jean Résal).
- 1902 : Trianon-Théâtre à Paris.
- 1904 : entrées néo-classiques du Métro de Paris, notamment celles de la station Opéra pour laquelle son style sobre est préféré au style Guimard, ou celle de la station Saint-François-Xavier, ouverte en 1923.
- 1908 : siège de la Banque suisse et française, 20, rue La Fayette à Paris avec Paul-Émile Friesé, devenu un siècle plus tard l'hôtel Banke[5].

## Distinctions
- Chevalier de la Légion d'honneur en 1894 puis officier en 1900[6] ;
- Médaille de la société centrale des architectes ;
- Officier de la Couronne de Roumanie en août 1891[2],[6].